# Christian Matthée
Christian Matthée (* 1979 in Elsterwerda) ist ein deutscher Fernsehmoderator und Reporter.
Der in Cottbus aufgewachsene Christian Matthée moderiert verschiedene Sendungen im rbb-Fernsehen, unter anderem das monatliche niedersorbisch-wendische Fernsehmagazin Łužyca – Sorbisches aus der Lausitz. Seine Muttersprache ist Deutsch, das Niedersorbische/Wendische erlernte er erst in einer Cottbuser Grundschule. Nach dieser Zeit besuchte er das Niedersorbische Gymnasium in Cottbus und absolvierte dort sein Abitur.
Im Jahre 1998 begann er mit einem Praktikum beim sorbisch-wendischen Radioprogramm des ORB (heute RBB). Nachdem das Praktikum geendet hatte, blieb er und arbeitet heute als Moderator und Reporter für das sorbisch-wendische Radio- und Fernsehprogramm. Auf Antenne Brandenburg moderiert er die Sendung „Antenne am Nachmittag“ aus dem Studio in Cottbus.
Derzeit moderiert er am Wochenende „rbb um 6 – Ihr Ländermagazin“. Seit Januar 2022 gehörte er zum vierköpfigen Moderatorenteam des RBB-Vorabend-Talkformats „Studio 3 – LIVE aus Babelsberg“. Seit Januar 2024 ist Christian Matthée eines der Gesichter der Nachfolgesendung „DER TAG in Berlin & Brandenburg“.